# Académie internationale d’histoire des sciences
Die Académie internationale d’histoire des sciences (International Academy of the History of Science) ist eine Organisation von Wissenschaftshistorikern.

## Geschichte
Sie wurde am 17. August 1928 während des Congress of Historical Sciences in Oslo durch Aldo Mieli (1879–1950), Abel Rey (1873–1940), George Sarton, Henry E. Sigerist, Charles Singer, Karl Sudhoff und Lynn Thorndike gegründet. Einen ersten Aufruf dazu veröffentlichte Mieli, damals Professor in Rom, 1927 in der Zeitschrift Archeion und traf auf Widerhall bei dem Komitee, das in den USA den 6. Kongress für Geschichtswissenschaften in Oslo vorbereitete. Das dort gegründete Internationale Komitee für Wissenschaftsgeschichte war der Vorläufer der Akademie. Die eigentliche Akademie entstand nach dem Zweiten Weltkrieg im Rahmen der Gründung der International Union of the History of Science und mit anfänglicher Förderung durch die UNESCO. Permanenter Sekretär war in den Anfangsjahren Mieli (der 1940 nach Argentinien emigrierte) und nach dem Zweiten Weltkrieg der ehemalige Rektor des Polytechnikums in Bukarest Pierre Sergescu, der aus politischen Gründen nach Paris emigriert war, und nach dessen Tod 1954 Alexandre Koyré und ab 1965 Pierre Costabel.
Die Organisation veröffentlicht die Zeitschriften Archeion (1929 bis 1938 und in Argentinien 1940 bis 1943, Herausgeber Mieli) und als deren Nachfolger die Archives internationales d’histoire des sciences (ab 1947).
Sie verleiht die Koyré-Medaille und einen Preis für Nachwuchswissenschaftler. Es gibt Ehrenmitglieder und aktive Mitglieder, die alle von der Generalversammlung ernannt werden.
Sitz der Gesellschaft ist das Observatorium in Paris.

## Preis für junge Historiker
- 1968 Serge Demidov für seine Abhandlung Diffusion, extension, and limits of the axiomatic method in modern science, after the example of geometry.
- 1986 Christoph Meinel für Arbeiten zur Chemiegeschichte
- 1989 William R. Newman für seine kritische Ausgabe der Summa perfectionis von Pseudo-Geber (1991).
- 1993 Baudouin Van Den Abeele für sein Buch Les traités latins de fauconnerie (erschienen als La Fauconnerie au Moyen Âge. Connaissance, affaitage et médecine des oiseaux de chasse d'après les traités latins, Klincksiek, 1994).
- 1995 Marco Beretta für The enlightenment of matter, the definition of chemistry from Agricola to Lavoisier (Science History Publications, 1993).
- 1997 Marie-Madeleine Saby für Les canons de Jean de Lignères sur les tables astronomiques de 1321.
- 1999 Andrea Bréard für Recréation d’un concept mathématique dans la pensée chinoise und Jean-Pierre Sutto für seine Untersuchung über Franciscus Maurolicus.
- 2001 Antonella Romano für La contre-réforme mathématique, constitution et diffusion d’une culture mathématique jésuite à la Renaissance (Ecole française de Rome, 1999), und Hiroshi Hirai für Le concept de semence dans les théories de la matière à la Renaissance, de Marsile Ficin à Pierre Gassendi (De Diversis Artibus 72).
- 2003 Alberto Jori für Aristotele (Mailand: Bruno Mondadori, 2003).
- 2007 Harald Siebert für seine Arbeit zu Athanasius Kircher (Die große kosmologische Kontroverse. Rekonstruktionsversuche anhand des Itinerarium exstaticum von Athanasius Kircher SJ (1602-1680), Franz Steiner Verlag, 2006).
- 2009 Bernardo Machado Mota für O Estatu da matématica em Portugal nos séculos XVI e XVII.
- 2011 Marc Moyon für Mathematikgeschichte
- 2013 Matteo Martelli für die kritische Ausgabe der griechischen alchemistischen Texte von Pseudo-Demokrit mit Übersetzung und Kommentar
- 2015 Sabine Arnaud für ihr Buch L’Invention de l’hysterie au temps des lumières.